# Sydnee Steele
Sydnee Steele (nacida Amy Jaynes; Dallas, Texas, 23 de septiembre de 1968) es una actriz pornográfica, activista, escritora y terapeuta sexual estadounidense. Apareció en más de cuatrocientas películas antes de su retiro en 2005.

## Biografía
Steele nació en Dallas, Texas, hija de un profesor de colegio. Ha dicho que en su niñez fue muy tímida e introvertida, relatando en una entrevista en 2001 a la revista AVN, «Solía esconderme tras los pantalones de mis padres cuando alguien me saludaba». Antes de entrar a la pornografía, Sydnee ostentaba una posición como oficial financiera en una compañía de yates de Texas.
A mediados de la década de 1990, mientras trabajaba como vendedora de joyas en un centro comercial de Dallas, Steele conoció a Michael Raven, un vendedor de autos, quien le vendió un Miata. Se casaron, encontrando un común interés en la pornografía y en el swinging o intercambio de parejas, mudándose a Los Ángeles, California, para convertir sus aficiones en carreras. Su matrimonio duró por diez años, mientras que Raven se convirtió en un famoso director de películas pornográficas.

### Actriz
Steele fue introducida a la industria por su amigo A. J. Crowell, que en ese tiempo era el dueño de Sundown, una guía de entretenimiento para adultos en Texas. Su debut en la industria para adultos incluyó ser pintada como cebra para un trío en la película The Queen's Challenge (1997), conjuntamente con Anna Malle y Jade St. Clair. Su primer gran papel fue en la película Flashpoint (1997), dirigida por el actor y director Brad Armstrong, al cual conoció en una exposición para caballeros. Se mantuvo como actriz independiente en la primera parte de su carrera, luego de lo cual trabajó para las empresas para adultos Elegant Angel, los estudios de Metro, New Sensations, Sin City, VCA Fotos y Vivid Entreteinment.
En 2001, firmó un contrato de exclusividad con Wicked Pictures, convirtiéndose en una Wicked Girl. Después de que ella realizó muchas películas pornográficas, comenzó a ganar premios. Su película más aclamada fue Euphoria, por la que obtuvo el premio AVN a la mejor actriz de 2002. Nuevamente fue nominada a mejor actriz en 2003 por Falling From Grace y en 2004 por Lost And Found.
En 2004, mientras rodaba la película Pillow Talk, dirigida por Devinn Lane, le dijo a la revista AVN que se había enamorado de un hombre de fuera de la industria porno, por lo que solo haría escenas de contenido lésbico. Ello hizo que filmara su última película pornográfica. Steele dejó la industria en abril de 2005.
En 2007, fue incluida en el salón de la fama de AVN.
El 8 de marzo de 2009, apareció en un episodio de Tim and Eric Awesome Show, Great Job! conjuntamente con Tommy Wiseau, interpretando a Jessica Alba.

## Premios
Organización de Críticos X-Rated
- 1999: Unsung Siren
- 2004: DVD del año, Euphoria[12]

AVN
- 2001: Mejor escena de pareja, película, con Bobby Vitale por Facade[5]
- 2001: Mejor escena de mujeres, video, con Jewel De'Nyle por Dark Angels[5]
- 2002: Mejor actriz, Video, por Euphoria[8]
- 2003: Mejor actriz de reparto, video, por Breathless
- 2007; Paseo de la Fama AVN[11]

## Filmografía parcial
- Cougar School (2009)
- Pillow Talk (2004)
- Island Girls (2003)
- Sex Through the Ages (2002)
- Virtual Blowjobs: In Your Face (2001)
- Snob Hill (2000)
- Nymphomercials (1999)
- Taboo 17 (1998)
- Dirty Dancers 12 (1997)